# Знаки почтовой оплаты Украины (2020)

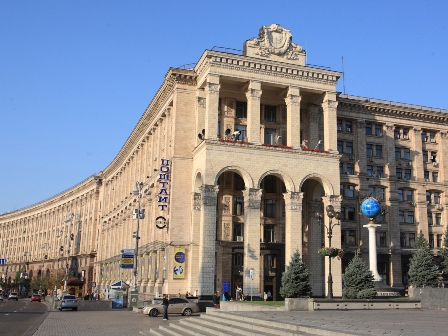
Генеральная дирекция «Укрпочты»

Знаки почтовой оплаты Украины (2020) — перечень (каталог) знаков почтовой оплаты (почтовых марок), введённых в обращение почтой Украины в 2020 году. Всего было выпущено 89 почтовых марок, в том числе 83 памятных (коммеморативных) почтовых марок и шесть стандартных марок девятого выпуска с литерными номиналами. Тематика коммеморативных марок охватывала юбилеи выдающихся деятелей культуры, памятники архитектуры Украины, знаменательные даты, виды представителей фауны и флоры и другие сюжеты. В обращение поступили марки номиналом 9,00; 11,00; 13,50; 17,00 та 27,00 гривен, а также марки с литерным номиналом «T», «H», «D» «M», «V», «F».

## Список коммеморативных (памятных) марок
Порядок следования элементов в таблице соответствует номеру по каталогу марок Украины на официальном сайте Укрпочты (укр. КМД УДППЗ «Укрпошта»).
| № по каталогу                                                                | Изображение                                     | Описание и источники | Номинал           | Дата выпуска          | Тираж   | Художник                       |
| ---------------------------------------------------------------------------- | ----------------------------------------------- | --- | ----------------- | --------------------- | ------- | ------------------------------ |
| № 1805                                                                       |                                                 | Марка «Людвіг ван Бетховен. 1770—1827». с укр. — «Марка «Людвиг ван Бетховен. 1770—1827» | 17,00 гривен      | 14 января 2020 года   | 130 000 | Василий Василенко              |
| № 1806                                                                       |                                                 | Марка «Вони вистояли! Не витримав бетон!» с укр. — «Марка «Они выстояли! Не выдержал бетон!». | V                 | 22 января 2020 года   | 130 000 | Андрей Ермоленко               |
| № 1807                                                                       |                                                 | Марка «200 років з часу відкриття Антарктиди» с укр. — «Марка «200 лет с дня открытия Антарктиды»». | V                 | 28 января 2020 года   | 130 000 | Юрий Шепета                    |
| № 1808                                                                       |                                                 | «75 років з дня закінчення Другої світової війни» с укр. — ««75 лет со дня окончания Второй мировой войны». | 9,00 гривен       | 8 мая 2020 года       | 130 000 | Владимир Таран                 |
| № 1809                                                                       |                                                 | Поштова марка «Передова» с укр. — «Почтовая марка «Передовая». | V                 | 29 мая 2020 года      | 140 000 | Никита Титов                   |
| № 1812                                                                       |                                                 | Марка «Europa. Листоноша Федір Фекета» с укр. — «Марка «Европа. Почтальон Фёдор Фекета». | Z                 | 25 июня 2020 года     | 100 000 | Нет данных                     |
| № 1814                                                                       |                                                 | Марка «Національний академічний драматичний театр імені Івана Франка. 100 років» с укр. — «Марка «Национальный академический драматический театр имени Ивана Франко. 100 лет». | 9,00 гривен       | 19 июня 2020 года     | 130 000 | В. Фелик                       |
| № 1815                                                                       |                                                 | Марка «Садові квіти Garden Flowers»: «Садовий жасмин (Philadelphus L.)» с укр. — «Марка Садовые цветы Garden Flowers: Садовый жасмин (Philadelphus L.)». | 13,50 гривен      | 15 июля 2020 года     | 100 000 | Наталья Кохаль                 |
| № 1816                                                                       |                                                 | Марка «Садові квіти Garden Flowers»: «Лаванда с укр. — «Лаванда (Lavandula L.)», «Марка «Садовые цветы Garden Flowers»:», «Лаванда (Lavandula L.)». | 13,50 гривен      | 15 июля 2020 года     | 100 000 | Наталья Кохаль                 |
| № 1817                                                                       |                                                 | Марка «Софія Караффа-Корбут. Лукаш і Мавка (Лісова пісня)» с укр. — «Марка София Караффа-Корбута. Лукаш и Мавка (Лесная песня)». | 9,00 гривен       | 25 июля 2020 года     | 130 000 | Ирина Медведовская             |
| № 1818                                                                       |                                                 | Марка «Софія Караффа-Корбут. Русалка і Куць (Лісова пісня)» с укр. — «Марка София Караффа-Корбут. Русалка и Куть (Лесная песня)». | 9,00 гривен       | 25 июля 2020 года     | 130 000 | Ирина Медведовская             |
| № 1819                                                                       |                                                 | Марка «Відзнака Залізного хреста» с укр. — «Марка «Отличие Железного креста». | 11,00 гривен      | 18 августа 2020 года  | 130 000 | Владимир Таран                 |
| № 1820                                                                       |                                                 | Серія «Краса і велич України» Марка «І. Ботько. Черга за хлібом. 1967 р.» с укр. — «Серия «Красота и величие Украины» Марка «И. Ботько. Очередь за хлебом. 1967 г.». | 9,00 гривен       | 20 августа 2020 года  | 130 000 | Нет данных                     |
| № 1821 № 1822 № 1823 № 1824                                                  |                                                 | Серія «Краса і велич України». Блок «Херсонська область»: Острів Джарилгач; Половецька баба; Херсонський художній музей ім. О. Шовкуненка; «Олень плямистий Cervus nippon». с укр. — «Серия «Красота и величие Украины». Блок «Херсонская область»: - Остров Джарылгач; - Половецкая баба; - Херсонский художественный музей им. А. Шовкуненко; - Олень пятнистый Cervus nippon | 9,00 гривен       | 20 августа 2020 года  | 20 000  | Александр Калмыков             |
| № 1825                                                                       |                                                 | Серія «Національні меншини в Україні. Німці»: - «Палац графів Шенборнів» с укр. — «Серия «Национальные меньшинства в Украине. Немцы»: - «Дворец графов Шенборнов». | 9,00 гривен       | 28 августа 2020 года  | 130 000 | Николай Кочубей                |
| № 1826                                                                       |                                                 | Серія «Національні меншини в Україні. Німці»: - «Різдво» с укр. — «Серия «Национальные меньшинства в Украине. Немцы»: - «Рождество». | 9,00 гривен       | 28 августа 2020 года  | 130 000 | Николай Кочубей                |
| № 1827                                                                       |                                                 | Серія «Національні меншини в Україні. Німці»: - «В полі» с укр. — «Серия «Национальные меньшинства в Украине. Немцы»: - «В поле». | 9,00 гривен       | 28 августа 2020 года  | 130 000 | Николай Кочубей                |
| № 1828                                                                       |                                                 | Серія «Національні меншини в Україні. Німці»: - «Танок Штерн полька» с укр. — «Серия «Национальные меньшинства в Украине. Немцы»: - «Танец Штерн полька». | 9,00 гривен       | 28 августа 2020 года  | 130 000 | Николай Кочубей                |
| № 1835 № 1836                                                                |                                                 | Поштовий блок «Культурні епохи України. Скіфи: «Битва Скіфів з військом Македонців». «Битва Скіфів проти війська Зопіріона» с укр. — «Почтовый блок «Культурные эры Украины. Скифы»: - Битва Скифов с войском Македонцев. - Битва Скифов против войска Зопириона. | 9,00 27,00 гривен | 11 сентября 2020 года | 20 000  | Харук Александр и Харук Сергей |
| № 1837 № 1838 № 1839 № 1840 № 1841 № 1842 № 1843 № 1844 № 1845 № 1846 № 1847 |                                                 | Марковий аркуш серії «Українська абетка» с укр. — «Почтовый блок серии «Украинский алфавит»»: - «Х (Дом)»; - «Ь (Месяц)»; - «Ю (Юшка)»; - «Ц (Цап)»; - «Т (Теленок)»; - «Ч (Сапоги)»; - «У (Улыбка)»; - «Щ (Щука)»; - «Я (Елка)»; - «Ф (Краска)»; - «Ш (Шишка)». | 9,00 гривен       | 12 сентября 2020 года | 20 000  | Константин Лавро               |
| № 1829 № 1830 № 1831 № 1832 № 1833 № 1834                                    | № 1829 і № 1830 № 1831 і № 1832 № 1833 і № 1834 | Блок «Маяки України»: Маяк Євпаторійський; Маяк Бирючий; Маяк Іллінський; Маяк Станіслав-Аджигольський Задній; Маяк Меганомський; Маяк Зміїний с укр. — «Блок Маяки Украины'»: - Маяк Евпаторийский; - Маяк Бирючий; - Маяк Ильинский; - Маяк Станислав-Аджигольский Задний; - Маяк Меганомский; - Маяк Змеиный | 9,00 гривен       | 15 сентября 2020 года | 25 000  | Нет данных                     |
| № 1852 № 1853 № 1854 № 1855 № 1856 № 1857 № 1858 № 1859                      |                                                 | Блок серії «Червона книга України. Хижі птахи» «Лунь лучний (Circus pygargus)»; «Боривітер степовий (Falco naumanni)»; «Беркут (Aquila chrysaetos)»; «Скопа (Pandion haliaetus)»; «Орел-карлик (Hieraaetus pennatus)»; «Підорлик малий (Aquila pomarina)»; «Лунь степовий (Circus macrourus)»; «Канюк степовий (Buteo rufinus)» с укр. — «Блок серии «Красная книга Украины. Хищные птицы»»: - «Лунь луговой (Circus pygargus)». - «Степная пустельга (Falco naumanni)». - «Беркут (Aquila chrysaetos)». - «Скопа (Pandion haliaetus)». - «Орёл-карлик (Hieraaetus pennatus)». - «Малый подорлик (Aquila pomarina)». - «Лунь степной (Circus macrourus)». - «Курганник (Buteo rufinus)». | 9,00 гривен       | 7 октября 2020 года   | 25 000  | Наталья Кохаль                 |
| № 1860                                                                       |                                                 | Серія «Національна військова техніка»:: - «Бронетранспортер БТР-4МВ1» с укр. — «Серия «Национальная военная техника»: - «Бронетранспортёр БТР-4МВ1»». | 9,00 гривен       | 9 октября 2020 года   | 130 000 | Харук Александр и Харук Сергей |
| № 1861                                                                       |                                                 | Серія «Національна військова техніка»:: - «БМ-21УМ «Берест»» с укр. — «Серия «Национальная военная техника»: - «БМ-21УМ «Берест»»». | 9,00 гривен       | 9 октбря 2020 года    | 130 000 | Харук Александр и Харук Сергей |
| № 1862                                                                       |                                                 | Серія «Збройні формації Української революції 1917—1921 років»: «Козак 1-го Українського полку імені Богдана Хмельницького» с укр. — «Серия «Вооруженные формации Украинской революции 1917—1921 годов»: «Казак 1-го Украинского полка имени Богдана Хмельницкого». | 9,00 гривен       | 13 октбря 2020 года   | 130 000 | Валерий Руденко                |
| № 1863                                                                       |                                                 | Серія «Збройні формації Української революції 1917—1921 років» «Козак 1-ї Української (Синьожупанної) дивізії с укр. — «Серия «Вооруженные формации Украинской революции 1917—1921 годов»: «Казак 1-й Украинской (Синежупанной) дивизии». | 9,00 гривен       | 13 октбря 2020 года   | 130 000 | Валерий Руденко                |
| № 1864                                                                       |                                                 | Серія «Збройні формації Української революції 1917—1921 років» «Козак Окремого загону Січових Стрільців с укр. — «Серия «Вооруженные формации Украинской революции 1917—1921 годов»: «Казак Отдельного отряда Сечевых стрельцов». | 9,00 гривен       | 13 октбря 2020 года   | 130 000 | Валерий Руденко                |
| № 1865                                                                       |                                                 | Марка «Кирило Осьмак. 1890—1960» с укр. — «Марка «Кирилл Осьмак. 1890—1960». | 9,00 гривен       | 30 октября 2020 года  | 130 000 | Ирина Медведовская             |
| № 1866                                                                       |                                                 | Марка «Марко Кропивницький» с укр. — «Марка «Марк Кропивницкий». | 9,00 гривен       | 12 ноября 2020 года   | 130 000 | Нет данных                     |
| № 1867                                                                       |                                                 | Марка « «Михайло Старицький. 1840—1904» с укр. — «Марка «Михаил Старицкий 1840—1904». | V                 | 12 ноября 2020 года   | 130 000 | Нет данных                     |
| № 1868 № 1869 № 1870                                                         |                                                 | Марки «Лицарі духу. Діячі українського правозахисного руху» у вигляді зчіпки з трьох марок: Михайло Горинь (1930—2013); Святослав Караванський (1920—2016); Микола Руденко (1920—2004). с укр. — «Марки «Рыцари духа. Деятели украинского правозащитного движения» в виде сцепки из трёх марок: - Михаил Горынь (1930—2013) - Святослав Караванский (1920—2016) - Николай Руденко (1920—2004)». | V                 | 20 ноября 2020 года   | 100 000 | Василий Василенко              |
| № 1871                                                                       |                                                 | Марка «Мавка. Лісова пісня» на самоклейному папері с укр. — «Марка «Мавка: Лесная песня» на самоклеющейся бумаге». | V                 | 30 ноября 2020 года   | 100 000 | Нет данных                     |
| № 1872                                                                       |                                                 | Серія «Краса і велич України»: Марка «Віадук, смт Ворохта» с укр. — «Серия «Красота и величие Украины»: Марка «Виадук, пгт Ворохта»». | V                 | 4 декабря 2020 года   | 130 000 | Александр Калмыков             |
| № 1873 № 1874 № 1875 № 1876                                                  |                                                 | Блок «Краса і велич України. Івано-Франківська область»: «Олекса Бахматюк. Миска, XIX ст.»; «Церква Різдва Богородиці, XVII-XVIII ст., смт Ворохта»; «Гуцульське весілля»; «Скелі Довбуша». с укр. — «Блок «Красота и величие Украины. Ивано-Франковская область»: - «Алекса Бахматюк. Миска, XIX ст.» - «Церковь Рождества Богородицы, XVII—XVIII вв., пгт Ворохта» - «Гуцульская свадьба» - «Скалы Довбуша» | 9,00 гривен       | 4 декабря 2020 года   | 130 000 | Александр Калмыков             |
| № 1877 № 1878                                                                |                                                 | Марки спільного випуску «Україна-Киргизька Республіка» «Дукач» — «Тумар» с укр. — «Марки совместного выпуска «Украина-Кыргызская Республика» «Дукач» - «Тумар» | M                 | 9 декабря 2020 года   | 100 000 | Александр и Сергей Харук       |
| № 1879                                                                       |                                                 | Марка «М. Примаченко. Синій бик» с укр. — «Марка «М. Примаченко. Синий бык» | V                 | 10 декабря 2020 года  | 150 000 | Нет данных                     |
| № 1880                                                                       |                                                 | Марка «Козаки» с укр. — «Марка «Казаки» | V                 | 18 декабря 2020 года  | 100 000 | Нет данных                     |
| № 1881 № 1882 № 1883 № 1884 № 1885 № 1886                                    |                                                 | Блок «Український народний одяг» Дмитрів день. Миколаївщина; День Казанської ікони Божої Матері. Миколаївщина; Різдво Пресвятої Богородиці. Кіровоградщина; Вербна неділя. Кіровоградщина"; Пречиста. Введення в Храм. Київське Полісся; День Ганни. Київське Полісся. с укр. — «Блок «Украинская народная одежда» - Дмитриев день. Николаевщина - День Казанской иконы Божией Матери. Николаевщина - Рождество Пресвятой Богородицы. Кировоградщина - Вербное воскресенье. Кировоградщина - Пречистая. Введение в Храм. Киевское Полесье - День Анны. Киевское Полесье» | 11,00 гривен      | 24 декабря 2020 года  | 20 000  | Николай Кочубей                |
| № 1887 № 1888 № 1889 № 1890 № 1891 № 1892 № 1893                             |                                                 | Марковий аркуш «Вітражі старого Львова»: «Вітраж. Костел св. Антонія»; «Вітраж. Площа Соборна,7»; «Вітраж. Костел серця Ісуса»; «Вітраж. Латинський катедральний собор»; «Вітраж. Успенська церква»; «Вітраж. Домініканський костёл»; «Вітраж. Вірменський собор». с укр. — «Блок «Витражи старого Львова»: - «Витраж. Костел св. Антония» - «Витраж. Площадь Соборная,7» - «Витраж. Костёл сердца Иисуса» - «Витраж. Латинский кафедральный собор» - «Витраж. Успенская церковь» - «Витраж. Доминиканский костёл» - «Витраж. Армянский собор» | V M F             | 30 декабря 2020 года  | 25 000  | Александр и Сергей Харук       |

## Девятый выпуск стандартных марок (2016—2022)
В 2020 году выпущено 6 марок девятого выпуска стандартных марок независимой Украины: в обращение поступили знаки почтовой оплаты литерным номиналом: «F», «H», «M», «D», «T», «V», который соответствует заранее указанному Укрпочтой тарифу на пересылку корреспонденции, а также эквивалентен определённой сумме в гривнях или долларах США, стоимость для продажи последних рассчитывается по курсу НБУ.
Порядок следования элементов в таблице соответствует номеру по каталогу марок Украины на официальном сайте Укрпочты (укр. КМД УДППЗ «Укрпошта»).
| № по каталогу | Изображение | Описание и источники | Номинал | Дата выпуска          | Тираж    | Художник            |
| ------------- | ----------- | --- | ------- | --------------------- | -------- | ------------------- |
| № 1810        |             | «Герби міст, селищ та сіл України»: м. Бурштин, Івано-Франківська область с укр. — «Гербы городов, посёлков и сёл Украины»: г. Бурштын, Ивано-Франковская область»  | T       | 3 июня 2020 года      | массовый | Наталья Андрейченко |
| № 1811        |             | «Герби міст, селищ та сіл України»: смт Старий Мерчик, Харківська область с укр. — «Гербы городов, поселков и сел Украины»: пгт Старый Мерчик, Харьковская область» | H       | 3 июня 2020 года      | массовый | Наталья Андрейченко |
| № 1848        |             | «Герби міст, селищ та сіл України»: с. Кривче, Тернопільська область с укр. — «Гербы городов, поселков и сел Украины»: с. Кривче, Тернопольская область»            | D       | 15 сентября 2020 года | массовый | Наталья Андрейченко |
| № 1849        |             | «Герби міст, селищ та сіл України»: с. Фонтанка, Одеська область с укр. — «Гербы городов, поселков и сел Украины»: с. Фонтанка, Одесская область»                   | M       | 15 сентября 2020 года | массовый | Наталья Андрейченко |
| № 1850        |             | «Герби міст, селищ та сіл України»: м. Золотоноша, Черкаська область с укр. — «Гербы городов, поселков и сел Украины»: г. Золотоноша, Черкасская область»           | V       | 24 сентября 2020 года | массовый | Наталья Андрейченко |
| № 1851        |             | «Герби міст, селищ та сіл України»: м. Тетіїв, Київська область с укр. — «Гербы городов, поселков и сел Украины»: г. Тетиев, Киевская область»                      | F       | 24 сентября 2020 года | массовый | Наталья Андрейченко |

## Конверты первого дня
| № по каталогу | Конверт | Почтовый штемпель | Описание и источники                                                                    | Дата выпуска        | Тираж | Художник            |
| ------------- | ------- | ----------------- | --------------------------------------------------------------------------------------- | ------------------- | ----- | ------------------- |
| КПД 727       |         |                   | Людвіг ван Бетховен. 1770 — 1827 с укр. — «Людвиг ван Бетховен. 1770-1827»              | 14 января 2020 года | 2000  | Василий Василенко   |
| КПД 729       |         |                   | 200 років з часу відкриття Антарктиди с укр. — «200 лет со времени открытия Антарктиды» | 28 января 2020 года | 7000  | Юрий Шепета         |
| КПД 731       |         |                   | Разом с укр. — «Вместе»                                                                 | 29 мая 2020 года    | 2000  | Никита Титов        |
| КПД 732       |         |                   | Дев'ятий стандартний випуск с укр. — «Девятый стандартный выпуск»                       | 3 июня 2020 года    | 3200  | Наталья Андрейченко |